# Macroinvertébré benthique dulcicole
Les macroinvertébrés benthiques  d’eau douce (dulcicoles) sont des macroinvertébrés benthiques faisant partie du benthos, c'est-à-dire dont la forme adulte au moins vit sur le fond (benthique) des ruisseaux, des lacs, et des marais. Leur habitat est fait de matière submergée comme de la litière, des branches, des débris de bois et des algues.

Ce sont des organismes que l’on peut voir à l’œil nu (macro) car ils mesurent plus de 0,5 mm.

Ils sont importants pour la formation de la chaîne alimentaire aquatique d'eau douce car ils font partie du régime alimentaire de nombreuses espèces de poissons, d’oiseaux et d’amphibiens.

En eau douce, les macroinvertébrés aquatiques sont surtout des insectes (quasi absents des milieux marins et très saumâtres). On les trouve sur le fond sous la forme de larves et de nymphes. Ils comprennent aussi des vers, des mollusques et des crustacés.

## Écologie

### Communautés
On regroupe les macroinvertébrés en plusieurs compartiments :
- Les macroinvertébrés épibenthiques, qui vivent à l’interface entre l’eau et le sédiment tels que les larves d’insectes, les isopodes et les mollusques.
- Les macroinvertébrés suprabenthiques, qui vivent au contact du sédiment mais qui peuvent aussi devenir pélagiques en se déplaçant dans l’eau (exemple d’organismes : larves de diptères et crustacés amphipodes)
- Les macroinvertébrés endobenthiques, qui sont des organismes fouisseurs tels que les oligochètes, les nématodes et les larves de chironomes.

### Zonation des communautés
Dans un lac, la répartition des macroinvertébrés varie selon la profondeur. La topographie d’un lac est la suivante : il y a d’abord la zone littorale peu profonde, une zone sublittorale un peu plus profonde et la zone profonde, qui correspond au fond du lac.

La zone littorale est la plus diversifiée et formée de macroinvertébrés épibenthiques (gastéropodes, larves d’éphémères et de trichoptères…).

La zone sublittorale est une zone de changements : de la température, de l’oxygène, de la répartition des algues, c’est donc une zone ou la densité de macroinvertébrés se réduit.

Enfin la zone profonde est peu diversifiée et regroupe surtout des larves de chironomes et des oligochètes de petite taille.

Certains organismes effectuent des migrations entre la zone profonde et la zone littorale, la zone profonde étant utilisée comme refuge pour l’hibernation et la zone littorale pour la reproduction.

On note que la zonation, dans le sédiment, des organismes fouisseurs dépend de leur propre comportement, en effet l’activité des larves de chironomes et des oligochètes peut aller jusqu’à 50 cm de profondeur (en période d’hivernage) alors qu’elle est à 10 cm de profondeur en période d’alimentation.

Dans une rivière, la répartition des macroinvertébrés dépend surtout de la vitesse du courant, de la granulométrie du substrat, de la quantité de lumière incidente, de la transparence des eaux et de l’enrichissement en nutriments.

### Cycles biologiques
Un cycle biologique est l’ensemble des étapes que doit traverser un individu au cours de sa vie. La durée du cycle est très variables selon les macroinvertébrés considérés, ils peuvent s’écouler sur plusieurs mois ou sur plusieurs années.

### Groupes trophiques
Les macroinvertébrés benthiques ont un régime alimentaire très varié : bactéries, détritus, algues, micro-benthos et macro-benthos.
On peut classer les macroinvertébrés benthiques selon 5 groupes trophiques :
- Les Filtreurs (bivalves, ostracodes, chironomes…) : filtrent de fines particules en suspension dans l’eau.
- Les Prédateurs (nématodes, oligochètes, odonates, hémiptères, trichoptères…) : se nourrissent de zooplancton (cladocères, copépodes) ou d’autres macroinvertébrés benthiques.
- Les Détritivores (nématodes, oligochètes, éphémères, trichoptères, chironomes…) : se nourrissent de détritus, de cadavres et de matières organiques dissoutes.
- Les Herbivores (éphémères, coléoptères, chironomes, gastéropodes…) : se nourrissent principalement de macrophytes et d’algues.
- Les Omnivores (éphémères, coléoptères, chironomes, gastéropodes…) : se nourrissent à la fois de débris végétaux et de débris animaux.

Dans les lacs, les décomposeurs sont dominants lorsqu’il y a beaucoup de plantes aquatiques (macrophytes) car c’est une source importante de matière organique. Ce cas est souvent rencontré dans les lacs peu profonds.
Dans les cours d’eau ou dans des lacs peu chargés en éléments nutritifs, ce sont les herbivores qui sont dominants s'il y a assez de lumière permettant le développement d’algues.
Selon les différents groupes taxonomiques présents dans les
diverses types de cours d’eau et plans d’eau, les macroinvertébrés jouent des
rôles essentiels dans la chaîne trophique. Les groupes fonctionnels tels que
les filtreurs, les détritivores, les prédateurs, les herbivores ainsi que les
omnivores exercent une importante influence dans les forces “buttom-up” et
“top-down”. Cependant, ils sont également eux-mêmes soumis à ces forces qui
régulent leurs populations et donc l’entière communauté de macroinvertébrés
benthiques du plan d’eau respectif. Plusieurs espèces exploitent les propriétés
physiques de certains types de cours d’eau pour acquérir leur nourriture. Ces
organismes ont également une influence importante dans les cycles des
nutriments tels que l’azote, le phosphore et la matière organique. Dans le cas
par exemple des herbivores et détritivores, ils contribuent incontestablement
au contrôle de la quantité de biomasse en influençant la production primaire,
ainsi que sur le taux de décomposition de la matière. De plus, les
macroinvertébrés représentent eux-mêmes une source de nourriture pour de
nombreuses espèces de poissons.
En ce qui concerne l’effet des macroinvertébrés sur
l’industrie de la pêche, le lien paraît à priori bien simple. Quelques études
ont démontré qu’il existe une relation directe entre la productivité d’organismes
benthiques et les populations de salmonidés. Cependant, il existe des relations
prédateurs/ proies en fonction de l’habitat bien plus complexes qui
permettraient de déterminer de façon plus précise les liens trophiques
régissant ces communautés.

### Influence de facteurs environnementaux et anthropiques
Les macroinvertébrés benthiques sont tous poïkilothermes (à température corporelle variant fortement en fonction de celle de l’environnement). Ils sont donc très dépendant de la température de leur milieu de vie car elle conditionne leur cycle biologique (développement des œufs, croissance des larves, métabolisme).
L’anoxie des eaux, la trophie du milieu (degré d'abondance du milieu) et la nature des plantes aquatiques ainsi que la granulométrie des substrats sont aussi des facteurs importants notamment pour leur taille et abondance (ainsi, les abondances les plus élevées  sont retrouvées sur des sédiments fins et riches en détritus).
Les oligochètes et les chironomes sont les plus tolérants à l'anoxie grâce à un pigment rouge ressemblant à l’hémoglobine, leur permettant de survivre même avec de faible quantité d’oxygène.
La vitesse de courant est aussi déterminante car elle conditionne le transport des nutriments, le renouvellement de l’oxygène et la dérive d'une partie de la nourriture et des invertébrés eux-mêmes. Beaucoup d'invertébrés ont développé des adaptations morphologiques  pour résister au courant. Ainsi les larves de trichoptères sont recouvertes de petits cailloux et de bouts de bois, ceci leur permet de se protéger et de s’orienter face au courant. Certaines larves d’éphémères sont aplaties afin de réduire la surface de leur corps exposée au courant, ce qui leur permet de moins se faire entraîner.
Les modifications (ou destruction) des zones humides par l'homme affectent les communautés de macroinvertébrés 
En effet, de nombreux paramètres physico-chimiques associés ou non à des facteurs anthropiques ont un important impact sur l’occurrence, l’abondance ainsi que la distribution des communautés de macroinvertébrés.
Selon une étude menée dans un milieu humide au centre des montagnes himalayennes de l’Inde, d’importantes relations statistiques significatives ressortent en corrélant l’abondance et la diversité des macroinvertébrés avec des fluctuations de facteurs environnementaux causés par les perturbations dues aux activités anthropiques. La turbidité, la transparence de l’eau, la quantité d’oxygène dissout, la quantité totale de solides dissous, la profondeur hydromédiane et la température de l’eau sont donc corrélés positivement ou négativement avec la densité des macroinvertébrés.
Entre autres, en tant que facteur influent dans le développement et la croissance des communautés de macroinvertébrés, le type, la composition ainsi que la taille des plantes émergentes se trouvant dans les points d’eau sont d’importants paramètres. En effet, une étude menée aux États-Unis démontre que l’abondance des macroinvertébrés se nourrissant de macrophytes est influencée par différents types de structures de
plantes. Ce faisant, certaines structures particulières de plantes représentent un meilleur substrat pour la recherche de nourriture ou tout simplement une bonne cachette pour les macroinvertébrés prédateurs. Finalement, il est
démontré que la densité et la biomasse des macroinvertébrés peuvent varier en fonction de la structure et le type de plantes, impactant par le fait même le reste du plan d’eau. Une étude similaire ayant eu lieu au Zimbabwe a démontré que la densité de macrophytes n’affecte pas nécessairement la structure de la communauté de macroinvertébrés, dont l’abondance, la richesse et la diversité, mais plutôt la distribution de taille des divers taxons.

## Les macroinvertébrés benthiques en tant quebioindicateurs
Importance de leur échantillonnage
Avec les effets néfastes grandissants de la pollution anthropique, il devient important de se préoccuper non seulement de la santé des écosystèmes naturels, mais également de celle des villes. En effet, l’MediaWiki:Badtitletext prend de plus en plus d’ampleur dans les préoccupations gouvernementales. C’est pour cette raison que les suivis environnementaux sont nécessaires à l’amélioration et au bon maintien de l’intégrité écologique des villes.
Plus spécifiquement, les cours d’eau et les points d’eau se trouvant dans les villes et à leurs alentours peuvent représenter d’importantes sources de biodiversité, possédant de ce fait de nombreux bioindicateurs tels que les macroinvertébrés benthiques. Cela permet d’entretenir une surveillance biologique de la qualité de l’eau et ainsi de s’assurer non seulement de la qualité physico-chimique mais également de la qualité biologique du milieu, à la suite des perturbations anthropiques provoquant une contamination environnementale.
De ce fait, en se basant sur des macroinvertébrés benthiques pour analyser la qualité de l’eau, on évalue la qualité de l’habitat de manière globale, l’effet de certains polluants qui peuvent se retrouver en quantité difficilement détectables ainsi que les effets de ceux-ci sur ces organismes et sur la chaîne trophique aquatique dulcicole. De plus, l’utilisation de macroinvertébrés est également préconisée pour de nombreuses raisons. Ce sont avant tout des organismes faciles à attraper ainsi qu’à identifier, permettant un meilleur suivi spatiotemporel et garantissant ainsi la significativité des données recueillies. Ils sont également essentiels dans la chaîne trophique car
de nombreux poissons s’en nourrissent, leur donnant aussi plus d’importance aux yeux du public. De plus, outre l’importance de la détermination de la qualité
de l’eau en milieu urbain, la qualité des cours d’eau et étendues d’eau douce en nature exerce une grande importance déterminante sur les communautés de
nombreuses espèces aquatiques et terrestres. Finalement, un important atout de cette technique de suivi permettrait de mieux évaluer les effets de
l’aménagement et de la conservation d’un habitat donné.
Les macroinvertébrés benthiques sont de bons indicateurs de l’état de santé des écosystèmes aquatiques. Du fait de leur sédentarité, ils ne peuvent pas échapper aux polluants, de plus ils sont très diverses et possèdent des sensibilités variables à la pollution et de ce fait, ils nous indiquent les effets d’une source de pollution, qu’elle soit ponctuelle ou continue.

Leur étude permet donc de compléter les programmes de surveillance de la qualité physico-chimiques de l’eau.

Des échelles de tolérance des macroinvertébrés benthiques (voir Tab 1) ont été établies selon leur sensibilité à la pollution aquatique. Un lac ou une rivière présentera donc des problèmes de qualité de l'eau si l’on retrouve uniquement des macroinvertébrés benthiques tolérants.

Généralement les organismes les plus tolérants sont les oligochètes, les diptères (chironomes), les mollusques bivalves et les amphipodes. Ces organismes possèdent la capacité de bioaccumuler les contaminants et d’en survivre.
Les organismes les plus sensibles sont généralement les éphémères, plécoptères et trichoptères.

Toutefois dans chaque grands groupes on retrouve des taxons tolérants ou intolérants, il faut alors effectuer une taxonomie à la famille pour être plus précis.

Cependant, selon une étude française, le niveau taxonomique le plus précis, juste et exact serait d’identifier les spécimens de
macroinvertébrés à l’espèce, même si l’effort d’échantillonnage s’en trouverait grandement augmenté.

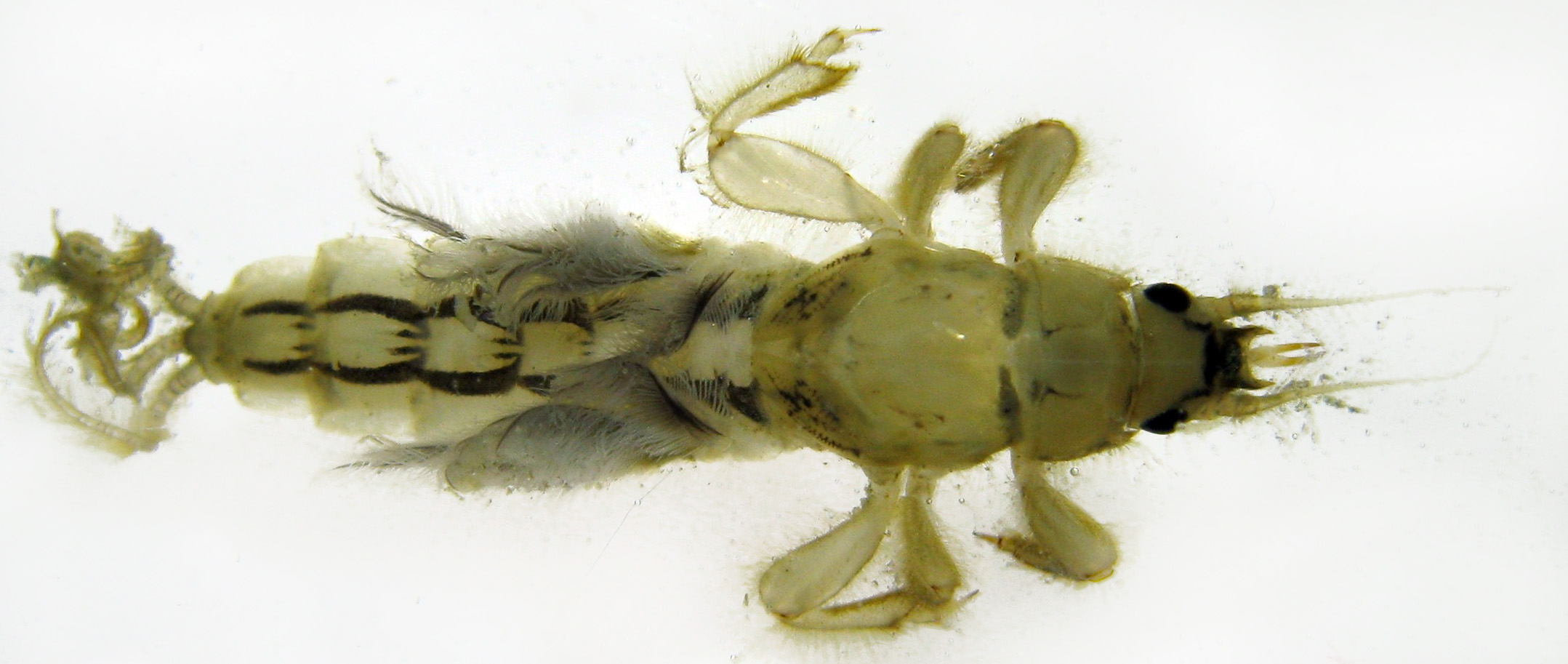
Macroinvertébré - Larve d'éphémère (Éphéméroptère)

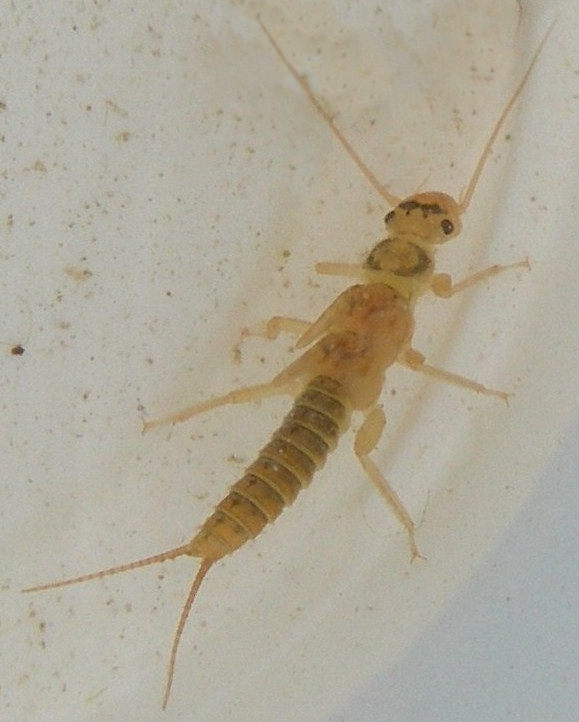
Macroinvertébré - Larve de Plécoptère

Tab 1 : Échelle de tolérance des grands groupes taxonomique
| Échelle de tolérance | Groupes taxonomiques                |
| -------------------- | ----------------------------------- |
| SENSIBLE             | Plécoptères                         |
| SENSIBLE             | Éphéméroptères                      |
| SENSIBLE             | Trichoptères                        |
| MOYEN                | Crustacés (amphipodes, isopodes)    |
| MOYEN                | Mollusques (gastéropodes, bivalves) |
| MOYEN                | Odonates (anisoptères, zygoptères)  |
| MOYEN                | Coléoptères                         |
| MOYEN                | Hémiptères                          |
| MOYEN                | Lépidoptères                        |
| MOYEN                | Mégaloptères                        |
| MOYEN                | Diptères (sauf chironomides)        |
| TOLERANT             | Diptères (chironomides)             |
| TOLERANT             | Annélides (oligochètes, sangsues)   |

Quelques exemples
concrets
Les macroinvertébrés peuvent également être utilisés pour
évaluer la contamination par divers polluants tels que par des métaux.
Toutefois, ce ne sont seulement que certaines espèces appartenant à certains
groupes taxonomiques qui se trouvent affectés par ce type de contaminants,
entre autres les Hydropsychidae, les Chironomidae, les Orthocladiinae, les
Tanytarsini ainsi que la plupart des Éphéméroptères. De plus, les
populations de macroinvertébrés terrestres peuvent également être de très bons bioindicateurs
dans le cas de contaminations des sols par les métaux lourds, comme le zinc, le
plomb et le cadmium. Dans ce cas, selon une étude effectuée en France, ce
serait plutôt la richesse spécifique des communautés qui s’en trouverait
affectée. Les champs cultivés seraient également une cause de diminution de
richesse au sein de ces populations, mais l’indice le plus important demeure
l’occurrence et l’abondance des espèces les plus sensibles. Un
autre article datant de 2008 et effectué sur des étangs entourant la
Méditerranée, a soulevé la variation de la sensibilité des communautés de
macroinvertébrés selon le type de perturbation. Dans ce cas, il était question
de comparer la dégradation générale de l’habitat et l’eutrophisation du milieu.
Les résultats démontrent que les réponses des communautés de macroinvertébrés
sont plus importantes dans le cas de l’eutrophisation que dans celui de
l’altération de la végétation environnante. De plus, afin de
s’assurer de l’efficacité supérieure des macroinvertébrés pour l’évaluation des
paramètres physico-chimiques, une étude ayant eu lieu dans la rivière Alfeios
en Grèce a comparé différents types de bioindicateurs environnementaux dont des
diatomées, des poissons, des macroinvertébrés ainsi que des espèces végétales
aquatiques et riveraines. Leurs conclusions ont permis d’affirmer avec certitude
que les macroinvertébrés benthiques sont les organismes les plus fiables quant à l’analyse de la qualité des paramètres physico-chimiques du cours d’eau.Toutefois, une autre étude effectuée sur la même rivière, mais sur une
section se trouvant en Italie, en a conclu que certains types de  plantes représentent des bioindicateurs
équivalant aux macroinvertébrés à des fins d’évaluations de la qualité
environnementale.
Une étude souligne également l’importance de l’utilisation
des macroinvertébrés pour évaluer la qualité de plusieurs types d’écosystèmes
et selon divers types de perturbations et de paramètres à surveiller. Par
exemple, dans un milieu aquatique, si l’on désire évaluer la contamination par
l’azote et le phosphore, il serait recommandé d’analyser les populations d’insectes
lotiques ainsi que les Chironomidae lentiques. Pour une vérification de
l’acidité du milieu aquatique, une analyse plus générale des invertébrés
lotiques est suffisante. Cependant, dans le cas de contamination par des
pesticides, une vérification par des macroinvertébrés benthiques ainsi que du
zooplancton lenthique est nécessaire.

## Suivi volontaire et échantillonnage
Dépendant des pays, les gouvernements s’occupent de
maintenir un suivi environnemental assez régulier incluant les macroinvertébrés
comme bioindicateurs afin d’en évaluer l’intégrité écosystémique. Plus
particulièrement au Québec, le ministère de l’environnement a intégré depuis
quelques années dans son système de suivi des écosystèmes aquatiques
l’échantillonnage des macroinvertébrés benthiques. Des spécialistes en
environnement tels qu’entre autres des biologistes de terrain et de laboratoire
s’occupent de recenser annuellement les communautés d’invertébrés afin de
s’assurer de la qualité de certains cours d’eau ou plans d’eau d’intérêt. Ils établissent
en effet un plan d’échantillonnage composé de stations de références et tentent
d’optimiser le ratio coût/ efficacité lors des études effectuées. Une base de
données est également construite à la suite de ces suivis, mais également à
l’aide de la population qui parfois contribue à la récolte de données de divers
petits cours d’eau bordant les habitations privées.
En ce qui concerne le Québec, plus précisément le Ministère du Développement durable,
Environnement et Lutte contre les changements climatiques (MDDELCC), il
existe une multitude d’informations disponibles sur leur site Internet
concernant les macroinvertébrés ainsi que de nombreux rapports et des liens
vers de nouvelles études les plus récentes qui ont été effectuées dans ce
domaine.
Finalement, pour plus d’information, le site du Groupe d’éducation et d’écosurveillance de
l’eau permet d’en apprendre plus sur l’échantillonnage des cours d’eau et
des organismes s’y trouvant. 
Il existe de nombreux guides de suivi volontaire des cours d’eau (guide disponible sur le site gouvernemental : développement durable,environnement et parc du Québec) qui s’adressent autant aux citoyens engagés qu’aux groupes environnementaux qui souhaitent entreprendre le suivi de la qualité de l’eau de rivières ou de lacs. Ces guides proposent de méthodes simples et accessibles de détermination, d’échantillonnage et d’analyse, ils permettent à la fois de sensibiliser et de vulgariser sur le thème de la dégradation des cours d’eau.

L’échantillonnage des macroinvertébrés se fait généralement à l’aide d’un troubleau, c’est un filet d’une largeur de 30 cm avec une maille de 500 μm.
Dans les lacs les prélèvements se font dans les différentes zones (littorale, sublittorale et profonde). Dans les rivières ils se font dans des endroits caractérisés par des vitesses différentes de courants et des profondeurs différentes.
L’automne est généralement la saison à privilégier car c’est la période ou l’on a une grande richesse taxonomique et c’est une période qui reflète bien la pollution agricole (juste après l’été).

Comment fabriquer un filet troubleau ? 

Prendre un manche à balai auquel on fixe un support rectangulaire de cuivre. Ce support devra être fixé par un filet de mailles de 500 μm avec des cordes.

Comment effectuer un coup de filet ? 

Dans les lacs, l’idéal est de récolter le fond de la zone d’échantillonnage en faisant glisser le filet sur une distance de 2m environ. Cela permet de récolter une bonne quantité d’organismes et d’avoir ainsi une bonne approximation de la faune présente (organismes communs et rares).

Dans les cours d’eau, il convient de placer le filet face au courant, d’enfoncer légèrement le filet dans le substrat, et de nettoyer manuellement les roches et le substrat sur environ 50 cm  en aval du filet. Le courant fera entrer tous les organismes dans le filet.

Le contenu de chaque filet est généralement stocké dans des seaux étiquetés (date et site du prélèvement). Des mesures, comme la température, le type de végétation ou la nature du substrat sont intéressantes à relever afin de caractériser les différents sites.
Spécification
Le choix du type de substrat sur lequel on récolte les
macroinvertébrés importe également. Selon une étude effectuée à la Station de biologie des Laurentides, au Québec, l’échantillonnage des macroinvertébrés se
trouvant sur les sédiments se révèle à être plus significatif, car il permet de
mieux observer l’effet de changement de biomasse et de la composition
taxonomique de ces organismes dans le cadre d’un suivi des effets du
développement résidentiel dans cette région.

## Indices biotiques
Après avoir identifié les différents macro-invertébrés de l’échantillon, il est possible de calculer plusieurs indices qui permettent à la fois de caractériser le milieu d’étude et aussi de comparer les différents milieux d’études entre eux. Par exemple, l'IBGN est un indice de la qualité des eaux courantes fondé sur l'analyse de la composition en macro-invertébrés.

### Richesse taxonomique
C’est le nombre de taxon présents dans l’échantillon. Plus ce nombre est élevé plus l’échantillon est riche. Cependant il faut faire attention car ce nombre varie selon le niveau d’identification, il est donc important de mentionner ce niveau (ordre ou famille ou espèces par exemple).

Une richesse taxonomique élevée est souvent synonyme de bonne santé du milieu. 
On peut aussi calculer cette richesse de manière plus précise, pour certains groupes bioindicateurs de la communauté.

Ainsi l’indice EPT, est le nombre de taxon appartenant aux ordres de Éphéméroptères, au Plécoptères et Trichoptères. Ces trois ordres sont généralement sensibles à la pollution, ainsi un indice EPT faible traduit un milieu perturbé.

A contrario, une forte proportion de Chironomes ou d’Oligochètes (taxons tolérants aux pollutions) est signe de mauvaise santé de l’eau.

### Diversité taxonomique
On utilise souvent pour déterminer cette diversité, l’indice de Shannon-Wiener (H’) qui tient en compte à la fois du nombre de taxons présents et du nombre d’individus de retrouvés dans chaque taxon. On mesure ainsi l’abondance et la régularité de la distribution de chaque taxon.

{\displaystyle H^{\prime }=-\sum _{i=1}^{S}p_{i}\ln p_{i}}

{\displaystyle p_{i}} : proportion du ième taxon sur le nombre total d’organismes

S : nombre total de taxons dans l’échantillon

Une valeur élevée de cet indice signifie que tous les taxons sont aussi denses, ce qui correspond à un milieu favorable et non pollué. Alors qu’une valeur faible signifie qu’il règne des conditions de vie difficiles dans le milieu, ce qui permet à peu d’espèces de s’établir et en l’absence de compétition, ces espèces auront tendance à pulluler.

## Biodiversité et aide à la taxonomie
Les macroinvertébrés sont des organismes variées, leurs grands groupes ne sont pas très difficiles à identifier. Leur identification se fait généralement à la loupe binoculaire, en suivant des clefs d’identification.

Les grands groupes sont :
- Plécoptères
- Éphéméroptères
- Trichoptères
- Crustacés (amphipodes, isopodes)

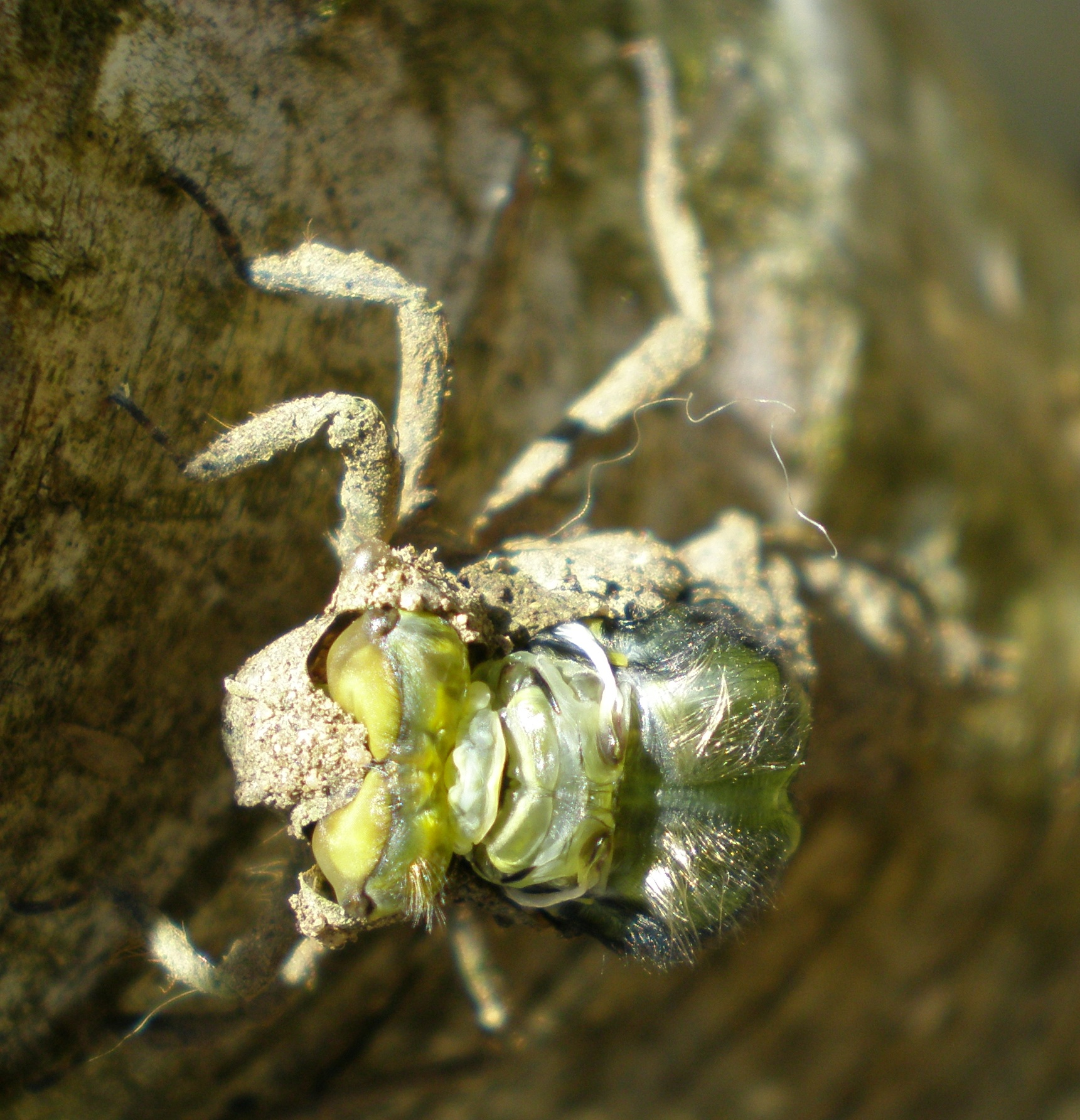
Macroinvertébré - Exuvie de libellule (Odonate) => mue de dernier stade larve à adulte

- Mollusques (gastéropodes, bivalves)
- Odonates (anisoptères, zygoptères)
- Coléoptères
- Hémiptères
- Lépidoptères
- Mégaloptères
- Diptères (sauf chironomides)
- Diptères (chironomides)
- Annélides (oligochètes, sangsues)

Voici une vision d’ensemble des groupes bioindicateurs avec quelques points permettant leur identification. Les images sont tirées du guide d’identification de J. Moisan, disponible sur Internet ().

### Ephéméroptères
Ce sont des insectes dont les larves sont aquatiques. Ils ont généralement 3 cerques (queues) et ont des branchies sorties disposées le long de l’abdomen. Ils ne possèdent qu’une seule griffe au bout des pattes, ce qui les différencient des plécoptères. Ce sont des organismes fragiles, généralement considérés comme sensibles à la pollution, cependant il existe certaines familles tolérantes (Caenidae par exemple).

### Plécoptères
Ce sont des insectes dont les larves sont aquatiques et surtout retrouvées dans les rivières propres (pas dans les lacs). Ils possèdent deux griffes au bout des pattes et n’ont généralement que 2 cerques (queues). Ils possèdent de longues antennes segmentées. Les branchies peuvent être présentes ou absentes et situées à divers endroits sur le corps (cou, thorax, abdomen)
Les plécoptères sont sensibles à la pollution.

### Trichoptères
Ce sont des insectes dont les larves et les nymphes sont aquatiques. La présence de 2 crochets anaux au bout de l’abdomen est caractéristique des larves, ces crochets leur permettent de se fixer à leur étui. L’abdomen est mou mais la tête est le thorax est généralement dur. La matière utilisée pour la fabrication des étuis et la forme des étuis sont utiles à l’identification.
Les trichoptères sont généralement sensibles à la pollution, cependant la famille des Hydropsychidae à une tolérance moyenne à la pollution.

### Chironomidés
Famille de diptères (mouches) la plus abondante en milieu aquatique : le stade larvaire et nymphal sont adaptés à la vie aquatique. Les larves ont un corps mince et allongé, les segments du thorax sont bien distingués et elles possèdent une paire de fausse patte au début du thorax et à la fin de l’abdomen. Elles vivent généralement dans un étui souple.
Les nymphes ont un thorax renflé portant des organes respiratoires, le bout de l’abdomen avec des lobes anaux aplatis, des pattes longues et recourbées sous les ailes et des antennes passant en dessous des yeux.
Les chironomidés (chironomes) sont généralement tolérants à la pollution.

### Oligochètes
Ce sont des vers aquatiques, qui ont un corps mou, allongé, cylindrique et segmenté. Les segments sont censés porter des soies mais elles sont difficiles à voir.
Les oligochètes sont tolérantes à la pollution.